# Promotion de l'alimentation traditionnelle au Kenya
La promotion de l'alimentation traditionnelle au Kenya désigne un ensemble de campagnes menées à partir de 2007, inscrites en 2021 sur le registre des meilleures pratiques de sauvegarde par l'UNESCO. 

## Histoire

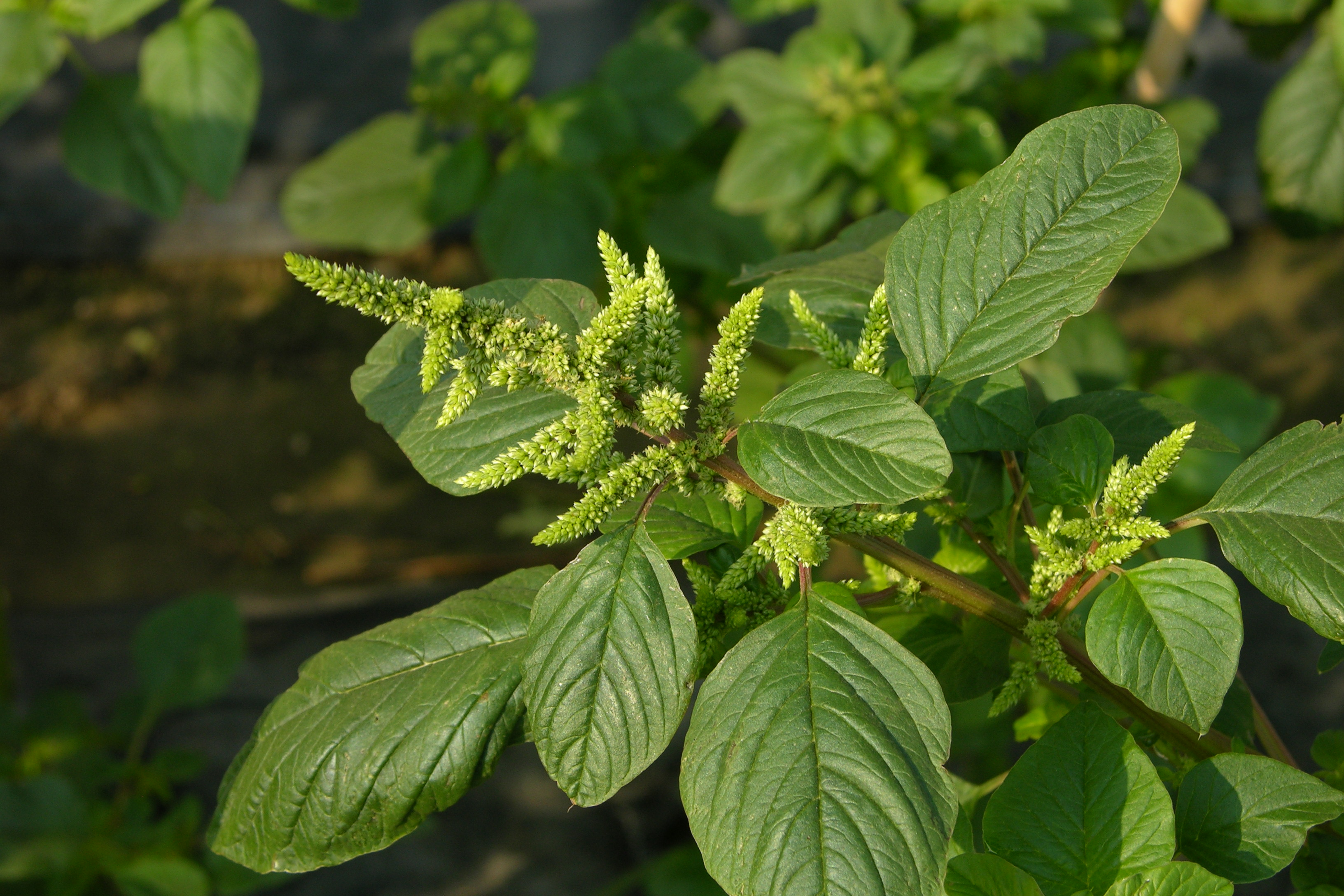
L'amarante feuillue, pour un botaniste des Musées du Kenya, a une teneur en nutriments dix fois supérieure à celle du chou.

D'après la description officielle de l'UNESCO, l'alimentation traditionnelle connaît un déclin du fait de facteurs historiques (un programme de la chaîne télévisée Africanews évoque la colonisation), ainsi que de la modernisation qui conduit à la malbouffe, par des plats préparés par exemple. Ainsi, les aliments locaux sont dépréciés au profit d'aliments exotiques, car associés à la pauvreté et à un état de sous-développement. D'après un maraîcher kényan, l'avantage des légumes traditionnels est qu'ils sont dépourvus de pesticide et arrosés avec l'eau des précipitations. La viande, trop chère pour la majorité, est rare, à l'exception du poisson omena du lac Victoria (poisson d'argent) et des poulets élevés (mais abattus pour certaines occasions uniquement). Selon Patrick Maundu, qui travaille aux Musées Nationaux du Kenya, la pomme de terre, le chou, la bette à carde et le chou frisé sont préférés aux légumes traditionnels à l'époque coloniale. Les légumes traditionnels comptent environ deux-cent vingt espèces et sont consommés par environ soixante communautés. Patrick Maundu mentionne un oubli de ces derniers, conséquence d'une dévalorisation exercée sous la période coloniale. La promotion des légumes exotiques se poursuit dans les années 1970 et 1980. D'après la description officielle de l'UNESCO, une baisse de ces pratiques et de la diversité alimentaire a des répercussions sur la santé nutritive. 

## Reconnaissance
En 2007, deux initiatives sont prises. D'une part, les aliments (principalement les légumes) traditionnels sont recensés par des chercheurs kényans. On dénombre ainsi 850 espèces indigènes inscrites avec leurs noms locaux. Sont documentées recettes, pratiques et cérémonies impliquant ces légumes, qui sont ensuite promus. D'autre part, des campagnes de sensibilisation à l'alimentation locale sont menées notamment auprès d'écoliers, par différents acteurs : l'UNESCO, les musées du Kenya et internationaux, les personnes représentant les communautés. Il s'agit de dresser l'inventaire de pratiques traditionnelles autour de l'alimentation . Les légumes locaux sont présentés avec leurs valeurs nutritionnelles, et les chercheurs du projet les estiment plus adaptés au climat. Dans la capitale, Nairobi, un restaurant de cuisine traditionnelle ouvre en 2014, dont la directrice déclare que le public se soucie davantage d'une alimentation saine depuis la pandémie de COVID-19. 
D'autres mouvements semblables ont lieu au Kenya, en Éthiopie et au Burkina Faso. 